# Heidi Happy
Heidi Happy (* 10. August 1980 als Priska Zemp in Dagmersellen, Kanton Luzern) ist eine Schweizer Popmusikerin und Filmmusik Komponistin. Sie bewegt sich zwischen Chanson, Jazz, Folk und kleiner Kammermusik.

## Kindheit, Jugend
Priska Zemp wuchs in einer musikalischen Familie auf. Ihre Mutter ist Sopranistin, ihr Vater singt in verschiedenen Chören. Mit sechs Jahren lernte sie Klavier bei ihrer Mutter, mit neun Jahren folgte Cellounterricht. Während sie die Kantonsschule in Sursee besuchte, wirkte sie im Orchester der Schule mit. Bei der Band Funktasy schrieb sie Texte mit dem Keyboarder, komponierte ihre eigenen Gesangsmelodien und mitunter auch die Bläsersätze. Zemp machte eine Ausbildung zur Lehrerin. Währenddessen nahm sie Gesangsstunden bei ihrer Mutter, später an der Jazzschule Luzern.

## Karriere
Ab Ende der 90er Jahre sang Priska Zemp in mehreren, meist unbekannt gebliebenen Musikgruppen wie Funktasy, Protonic, Prishilla, Khushi und Superterz. Im April 2005 begann sie unter dem Namen Heidi Happy eine Solokarriere. Ende 2006 gewann sie bei der Kulturkommission des Kantons und der Stadt Luzern einen Werkbeitrag. Diesen verwendete sie für die Produktion des ersten Albums Back Together (23. März 2007). Zudem wurde sie im Rahmen des Swiss-Top-Wettbewerbs von DRS 3 mit einem Preis geehrt. Nach einigen Dutzend Konzerten seit der Albumveröffentlichung in der Schweiz und im Ausland (Deutschland, Österreich, Niederlande) erschien im September 2008 ihre neue Single Fulltime Running aus dem Album Flowers, Birds and Home, das Ende Oktober 2008 erschien.
Ursprünglich war Priska Zemp nach Amsterdam gezogen, um eine Schule für Video, Animation und Musik zu besuchen – die Stadt ist (Stand 2008) für sie zu einer zweiten Heimat geworden. Sie produziert auf dem Label Little Jig Records.
Sie sang als Gastmusikerin drei Lieder auf dem 2009 erschienenen Album Touch Yello von Yello.
2022 wurde sie für ihre Filmmusik zum Dokumentarfilm Dida für den Swiss Film Award in der Kategorie Best Film Score nominiert. Neben ihren Kompositionen für Dokumentarfilme und Serien, schrieb sie auch Musik für die SRF-Serie Wilder und produzierte SRF-Jingles.

## Diskografie

### Alben
- 2007: Back Together
- 2008: Flowers, Birds and Home
- 2011: Hiding with the Wolves
- 2012: On the Hills
- 2014: Golden Heart
- 2016: Merry Christmas with Heidi Happy
- 2022: Nid für ewig

### EPs
- 2009: Live 2009[9]

### Singles
- 2008: 90 Minute für mi (mit Baze und Kutti MC)[10][11]
- 2008: Fulltime Running / I Think I'm in Love[12][13]
- 2009: Part Love (Yello feat. Heidi Happy)
- 2010: Vicious Games 2010 (Yello feat. Heidi Happy)[14]
- 2020: Abschied von der Nacht (Michael von der Heide feat. Heidi Happy)

### Filmmusik
- 2014: Leben für die Kunst
- 2015: Horizontes
- 2020: Unsere besonderen Brüder
- 2021: Dida
- 2024: Kinderfrei[15]